# Sung Dong-il
Sung Dong-il (Incheon; 27 de abril de 1967) es un popular y veterano actor surcoreano.

## Biografía
Desde 2003 está casado con Park Kyung-hye, la pareja tiene tres hijos.

## Carrera
Es miembro de la agencia Star Empire Entertainment (스타제국). Previamente formó parte de la agencia SidusHQ (también conocida como "iHQ").
Sung debutó como actor de teatro en 1987 y posteriormente fue reclutado en la audición de talento abierta de SBS 1991. 
Saltó a la fama como el cómico "Red Socks" cuyo personaje hablaba con el dialecto de Jeolla en el  drama Eun-shil, interpretando al hijo de un chaebol tycoon en la serie Love In 3 Colors y a un profesor universitario en March. 
Después de años de personajes de reparto en la televisión, su carrera en el cine fue impulsada por la exitosa comedia romántica 200 Libras de Belleza en 2006. Posteriormente, se convirtió en uno de los actores de reparto del cine coreano más confiable, mostrando sus habilidades cómicas y encanto en películas tales como Take Off, Foxy Festival, Children..., The Suicide Forecast, and The Client.
También tuvo un papel importante en The Suck Up Project: Mr. XXX-Kisser, el blockbuster 3D Mr. Go, y la comedia de misterio y comedia The Accidental Detective. En la televisión ha sido objeto de elogios como un villano en Los Cazadores de Esclavos, y un brusco pero protector padre en Respuesta 1997 y sus spin-offs Respuesta de 1994 y Respuesta de 1988.
Sung ha ganado un nuevo aumento de popularidad a partir del año 2013 cuando él y su hijo Joon protagonizaron Dad! Where Are We Going? (Papá! A Dónde Vamos?), un espectáculo de variedades con cinco famosos y sus hijos en misiones de camping; su hija, Bin, también se unió a él en la segunda temporada del show.
En agosto de 2019 se anunció que se había unido al elenco del nuevo drama The Cursed, donde da vida a Jin Jong-hyun, el presidente de la compañía de IT "Forest", un hombre malvado.
El 10 de diciembre del mismo año realizó una aparición especial durante el décimo y último episodio de la serie Chief of Staff.
A final de abril de 2020 se anunció que se había unido al elenco del nuevo programa House on Wheels.
En octubre de 2021 se unirá al elenco principal de la serie Jirisan (también conocida como "Mount Jiri") donde interpretará al guardabosques Jo Dae-jin, el sencillo, honesto y comprometido jefe de la sucursal de Haedong en el parque nacional Mount Jiri.
En septiembre del mismo año se confirmó que se había unido al elenco de la serie If You Wish Upon Me, donde da vida a Kang Tae-shik, un hombre quien trabaja en el hospital de cuidados paliativos como jefe voluntario después de perder el significado de la vida. La serie se espera sea estrenada en 2022.

## Filmografía

### Series de televisión
| Año     | Título                                 | Rol                                | Red            | Notas                       | Ref.          |
| ------- | -------------------------------------- | ---------------------------------- | -------------- | --------------------------- | ------------- |
| 1992    | Gwanchon Essay                         |                                    | SBS            |                             |               |
| 1993    | Faraway Songba River                   | cabo Yang Yong-cheon               | SBS            |                             |               |
| 1995    | Korea Gate                             | Ahn Jae-song/Kim Shin-jo           | SBS            |                             |               |
| 1996    | The Bicycle-Riding Woman               |                                    | SBS            |                             |               |
| 1997    | Snail                                  |                                    | SBS            |                             |               |
| 1998    | Eun-shil                               | Yang Jung-pal                      | SBS            |                             |               |
| 1999    | Love In 3 Colors                       | Ahn Yoon-gi                        | KBS2           |                             |               |
| 2000    | March                                  | Profesor de filosofía              | SBS            |                             |               |
| 2000    | Wang Rung's Land                       |                                    | SBS            |                             |               |
| 2001    | Cool                                   | Jang Myung-ho                      | KBS2           |                             |               |
| 2001    | TV Novel "Plum Sonata"                 | KBS1                               |                |                             |               |
| 2002    | Glass Slippers                         | Mr. Chan                           | SBS            |                             |               |
| 2002    | Rustic Period                          | Gae-ko                             | SBS            |                             |               |
| 2002    | My Love Soon-jung                      | Man-soo                            | SBS            | Open Drama Man and Woman    |               |
| 2003    | Why I Want to Get Married              | Gerente                            | KBS2           | Drama City                  |               |
| 2003    | South of the Sun                       | Choi Tae-sik                       | SBS            |                             |               |
| 2003    | I'll Fall in Love This Fall            | Dal-woong                          | SBS            | Open Drama Man and Woman    |               |
| 2004    | Lovers in Paris                        | Kang Pil-bo                        | SBS            |                             |               |
| 2005    | Best Mother                            |                                    | SBS            |                             |               |
| 2005    | Green Rose                             | Jung Taek-soo                      | SBS            |                             |               |
| 2005    | Fashion 70's                           |                                    | SBS            |                             |               |
| 2006    | Drama City "Scrubber No.3"             | Jong-gu                            | KBS2           |                             |               |
| 2006    | I Want to Love                         | Baek Seung-tae                     | SBS            |                             |               |
| 2006    | Please Come Back, Soon-ae              | Pasajero en la aerolínea           | SBS            |                             |               |
| 2006    | A Walk Around the Neighborhood         | MBC                                |                | MBC Best Theater            |               |
| 2007    | Witch Yoo Hee                          | jefe Lee                           | SBS            |                             |               |
| 2007    | Blue Fish                              | Jo Dong-man                        | SBS            |                             |               |
| 2007    | Get Karl! Oh Soo-jung                  | Jung Seung-gyu                     | SBS            |                             |               |
| 2007    | New Heart                              | Lee Seung-jae                      | MBC            |                             |               |
| 2008    | Don't Be Swayed                        | Park Ki-chul                       | MBC            |                             |               |
| 2008    | Lawyers of the Great Republic of Korea | Oh Ryu-dong                        | MBC            |                             |               |
| 2009    | Green Coach                            | Yoon Chun-geun                     | SBS            |                             |               |
| 2010    | The Slave Hunters                      | Chun Ji-ho                         | KBS2           |                             |               |
| 2010    | My Girlfriend Is a Nine-Tailed Fox     | Ban Doo-hong                       | SBS            |                             |               |
| 2010    | The Fugitive: Plan B                   | Nakamura Hwang                     | KBS2           |                             |               |
| 2011    | Can't Lose                             | Jo Jung-goo                        | MBC            |                             |               |
| 2011    | Color of Woman                         | Park Chan-ho                       | Channel A      |                             |               |
| 2012    | Reply 1997                             | Sung Dong-il                       | tvN            |                             |               |
| 2012    | Haeundae Lovers                        | Fiscal impostor                    | KBS2           | Aparición especial, ep. 15  |               |
| 2012    | Jeon Woo-chi                           | Bong-goo                           | KBS2           |                             |               |
| 2013    | Iris II: New Generation                | Park Joon-han                      | KBS2           | Aparición especial, ep. 1-2 |               |
| 2013    | Jang Ok-jung, Living by Love           | Jang Hyun                          | SBS            |                             | [ 22 ]        |
| 2013    | Reply 1994                             | Sung Dong-il                       | tvN            |                             |               |
| 2014    | Gap-dong                               | Yang Cheol-gon                     | tvN            |                             | [ 23 ]        |
| 2014    | It's Okay, That's Love                 | Jo Dong-min                        | SBS            |                             | [ 24 ]        |
| 2015    | Reply 1988                             | Sung Dong-il                       | tvN            |                             |               |
| 2016    | Pied Piper                             | Policía                            | tvN            | Aparición especial          |               |
| 2016    | Dear My Friends                        | Park Gyo-soo                       | tvN            | Aparición especial          | [ 25 ]        |
| 2016    | Moon Lovers: Scarlet Heart Ryeo        | General Park Soo-kyung             | SBS            |                             | [ 26 ]        |
| 2016    | The K2                                 | Policía                            | tvN            | Aparición especial          |               |
| 2016    | The Legend of the Blue Sea             | Ma Dae-young                       | SBS            |                             | [ 27 ]        |
| 2016    | Hwarang: The Poet Warrior Youth        | Kim Wi-hwa                         | KBS2           |                             | [ 28 ]        |
| 2017    | The Package                            | Presidente de la agencia de viajes | JTBC           | Aparición especial          |               |
| 2017-18 | Prison Playbook                        | Jefe Jo Ji-ho                      | tvN            |                             | [ 29 ]        |
| 2018    | Live                                   | Ki Han-sol                         | tvN            |                             | [ 30 ]        |
| 2018    | Miss Hammurabi                         | Han Sae-sang                       | JTBC           |                             | [ 31 ]        |
| 2018    | Your Honor                             | Sa Ma-ryong                        | SBS            |                             | [ 32 ]        |
| 2019    | Chief of Staff                         | Juez                               | JTBC           | Ep. 10                      |               |
| 2020    | Hospital Playlist                      | Ahn Dong-il                        | tvN            | Ep. 1 y 4                   |               |
| 2020    | The Cursed                             | Jin Jong-hyun                      | tvN            | 12 episodios                |               |
| 2021    | Sisyphus: The Myth                     | Presidente Park                    | JTBC / Netflix |                             |               |
| 2021    | Somehow Family                         | Él mismo                           | TV Chosun      |                             |               |
| 2021    | Hospital Playlist 2                    | Ahn Dong-il                        | tvN            | Ep. 5                       |               |
| 2021    | Jirisan                                | Jo Dae-jin                         | tvN            |                             |               |
| 2022    | Ghost Doctor                           | Tess                               | tvN            |                             | [ 33 ]        |
| 2022    | If You Wish Upon Me                    | Kang Tae-shik                      | KBS2           |                             | [ 34 ]        |
| 2022    | Curtain Call                           | Jung Sang-cheol                    | KBS2           |                             | [ 35 ]        |
| 2024    | My Sweet Mobster                       | Ho Taek                            | JTBC           | Aparición especial          | [ 36 ]        |
| 2024-25 | El cuento de la dama Ok                | Seong Gyu-jin                      | JTBC           |                             | [ 37 ]        |
| 2025    | The Art of Negotiation                 | Song Jae-sik                       | JTBC           |                             | [ 38 ] [ 39 ] |

### Películas
| Año  | Título                                 | Rol                      | Notas              | Ref.          |
| ---- | -------------------------------------- | ------------------------ | ------------------ | ------------- |
| 2001 | Running 7 Dogs                         | Pipe Kang                |                    |               |
| 2006 | 200 Pounds Beauty                      | Ejecutivo Choi           |                    |               |
| 2007 | Myodoyahwa                             |                          |                    |               |
| 2008 | Once Upon a Time                       | Propietario de discoteca |                    | [ 40 ]        |
| 2009 | Take Off                               | Entrenador Bang          |                    |               |
| 2009 | The Righteous Thief                    | Song Jae-pil             |                    |               |
| 2010 | Hearty Paws 2                          | Hyeok-pil                |                    |               |
| 2010 | Foxy Festival                          | Gi-bong                  |                    | [ 41 ]        |
| 2011 | Children...                            | Park Kyung-sik           |                    | [ 42 ]        |
| 2011 | The Suicide Forecast                   | Manager Park Jin-seok    |                    |               |
| 2011 | The Client                             | Jang Ho-won              |                    |               |
| 2011 | S.I.U.                                 | Detective Park In-moo    |                    | [ 43 ]        |
| 2012 | Miss Conspirator                       | Jefe Sung                |                    | [ 44 ] [ 45 ] |
| 2012 | The Suck Up Project: Mr. XXX-Kisser    | Heo Go-soo               |                    |               |
| 2012 | The Grand Heist                        | Jang Soo-gyun            |                    | [ 46 ]        |
| 2012 | Return of the Mafia                    | Jang Seok-tae            |                    |               |
| 2013 | Pinocchio                              | Gideon                   | Doblaje            |               |
| 2013 | Mr. Go                                 | Seong Chung-su           |                    |               |
| 2013 | Iris 2: The Movie                      | Park Joon-han            |                    |               |
| 2014 | Miss Granny                            | Ban Hyun-chul            |                    |               |
| 2014 | Thread of Lies                         | Kwak Man-ho              |                    |               |
| 2015 | Chronicle of a Blood Merchant          | Mr. Bang                 |                    |               |
| 2015 | Emperor's Holidays                     |                          |                    |               |
| 2015 | The Accidental Detective               | Noh Tae-soo              |                    |               |
| 2015 | Circle of Atonement                    | Detective Lee Sang-won   |                    | [ 47 ] [ 48 ] |
| 2015 | A Letter from Prison                   |                          |                    |               |
| 2015 | Sacrifice Revival Report               |                          |                    |               |
| 2017 | Because I Love You                     | Detective Park           |                    | [ 49 ]        |
| 2017 | The King                               | Tutor de Tae-soo         |                    |               |
| 2017 | I'm Doing Fine in Middle School        | Jefe de policía          | Aparición especial |               |
| 2017 | Real                                   | Jo Won-geun              |                    | [ 50 ]        |
| 2017 | Midnight Runners                       | Profesor Yang            |                    | [ 51 ]        |
| 2017 | RV: Resurrected Victims                | Son Young-tae            |                    | [ 52 ]        |
| 2017 | The Chase                              | Park Pyung-dal           |                    | [ 53 ]        |
| 2018 | The Accidental Detective 2: In Action  | Noh Tae-soo              |                    | [ 54 ]        |
| 2018 | Love+Sling                             | Seong-soo                |                    | [ 55 ]        |
| 2018 | The Great Battle                       | Woo-dae                  |                    | [ 56 ]        |
| 2018 | Along with the Gods: The Last 49 Days  |                          | Aparición especial | [ 57 ]        |
| 2019 | Miss & Mrs. Cops                       | Jefe de equipo policial  | Aparición especial | [ 58 ]        |
| 2019 | Metamorphosis                          | Park Gang-gu             |                    |               |
| 2019 | Shall We Do It Again (Love, Again)     | Jefe de Dpto. Lee        |                    |               |
| 2020 | Pawn                                   | Doo-suk                  |                    | [ 59 ] [ 60 ] |
| 2022 | Piratas: El último tesoro de la corona | Doo-seok                 | Aparición especial | [ 61 ]        |
| 2022 | Project Wolf Hunting                   | Oh Dae-woong             |                    | [ 62 ]        |
| 2024 | Hijack 1971                            | Gyu-sik                  |                    | [ 63 ]        |
| 2025 | Forbidden Fairytale                    | Hwang Chang-seop         | Protagonista       | [ 64 ]        |

### Programas de televisión
| Año             | Título          | Cadena | Función  | Ref.          |
| --------------- | --------------- | ------ | -------- | ------------- |
| 2020 - presente | House on Wheels |        | miembro  | [ 65 ] [ 66 ] |
| 2018, 2019      | Running Man     | SBS    | invitado | [ 67 ]        |

## Premios y nominaciones
| Año  | Premio                       | Categoría                                                   | Nominado                                | Resultado | Ref.          |
| ---- | ---------------------------- | ----------------------------------------------------------- | --------------------------------------- | --------- | ------------- |
| 2005 | MBC Drama Awards             | premio especial, categoría presentador                      | 정보토크 팔방미인                       | Ganador   |               |
| 2009 | 17th Chunsa Film Art Awards  | Mejor actor de reparto                                      | Take Off                                | Ganador   |               |
| 2009 | 30th Blue Dragon Film Awards | Mejor actor de reparto                                      | Take Off                                | Nominado  |               |
| 2010 | 7th Max Movie Awards         | Mejor actor de reparto                                      | Take Off                                | Ganador   | [ 68 ]        |
| 2010 | KBS Drama Awards             | Mejor actor de reparto                                      | The Slave Hunters, The Fugitive: Plan B | Ganador   | [ 69 ]        |
| 2013 | SBS Drama Awards             | premio excelencia, actor de drama                           | Jang Ok-jung, Living by Love            | Ganador   | [ 70 ]        |
| 2014 | SBS Drama Awards             | premio excelencia, actor de miniseries                      | It's Okay, That's Love                  | Ganador   |               |
| 2016 | SBS Drama Awards             | premio especial de actuación, actor en un drama de fantasía | The Legend of the Blue Sea              | Ganador   |               |
| 2022 | Premios KBS Drama            | Mejor actor de reparto                                      | Curtain Call                            | Ganador   | [ 71 ] [ 72 ] |